# Kimia Farma
PT Kimia Farma (Persero) Tbk – indonezyjskie państwowe przedsiębiorstwo działające w branży farmaceutycznej, założone w 1969 roku.
Przedsiębiorstwo zajmuje się produkcją, dystrybucją oraz sprzedażą detaliczną produktów farmaceutycznych, chemicznych, biologicznych, kosmetycznych i produktów pokrewnych.
Przedsiębiorstwo zatrudnia ponad 12 tys. pracowników, a jego siedziba mieści się w Dżakarcie.